# Спурий Навтий (легат)
Спурий Навтий (лат. Spurius Nautius; IV—III века до н. э.) — римский военачальник из патрицианского рода Навтиев. Упоминается в сохранившихся источниках как легат в составе армии консула Луция Папирия Курсора (293 год до н. э.). В битве с самнитами при Аквилонии он командовал ауксилиями (вспомогательными войсками). По данным Фронтина, Спурий организовал военную хитрость: его люди верхом на мулах спустились с большим шумом с холма, а Курсор заявил, что это прибыла армия второго консула. В результате римляне приободрились, а самниты пришли в уныние и были разбиты.